# TV Brasil Capital
TV Brasil Capital é uma emissora de televisão brasileira sediada em Brasília, Distrito Federal. Opera no canal 2 (15 UHF digital), e é uma emissora própria e matriz da TV Brasil. Devido a dificuldade de recepção em algumas áreas, a emissora também opera no canal 14 UHF no Gama. Seus estúdios estão localizados no subsolo do Venâncio Shopping, no Setor Comercial Sul (SCS) da Asa Sul, no Plano Piloto, e seus transmissores estão na Torre de TV Digital de Brasília, na região administrativa do Lago Norte.

## Sinal digital
A emissora iniciou suas transmissões digitais em 21 de abril de 2009, através do canal 15 UHF, sendo a primeira emissora de TV da cidade a operar com a nova tecnologia. Em 5 de agosto de 2015, passou a exibir pelo sub-canal 2.2 a programação da TV NBR, emissora da Secretaria de Comunicação Social. Em 9 de dezembro, também passou a exibir os canais do Poder Executivo, a TV Escola (2.3) e o Canal Saúde (2.4). Em 10 de abril de 2019, o subcanal 2.2 passou a ser o canal secundário da TV Brasil, em razão da fusão da NBR com a emissora. Em 26 de abril de 2022, a TV Escola foi substituída pelo Canal Educação no subcanal 2.3.
Transição para o sinal digital
A TV Brasil Capital cessou suas transmissões analógicas pelo canal 2 VHF na madrugada do dia 12 de novembro de 2016, seis dias antes da data estipulada pelo cronograma oficial da ANATEL, que havia sido adiado para 17 de novembro. A emissora interrompeu o sinal à 0h06, durante os créditos finais do filme Eles Não Usam Black-tie, exibido no Cine Nacional, e o substituiu por um slide do MCTIC e da ANATEL sobre o switch-off.